# Anagrus breviclavatus
Anagrus breviclavatus is een vliesvleugelig insect uit de familie Mymaridae. De wetenschappelijke naam is voor het eerst geldig gepubliceerd in 2007 door Jesu & Viggiani.